# Supercopa de Andorra 2025
La Supercopa Andorrana 2025 será la XXIII edición del torneo. Se disputará a un único partido en fecha por definir en el Estadio Nacional de Andorra.
El campeón de la Liga y de la Copa fue el mismo equipo; por lo tanto, en esta edición de la Supercopa se enfrentará el campeón de ambas competiciones en la temporada 2024/25 (Inter Club d'Escaldes) y el subcampeón de la Primera División de la misma temporada (Atlètic Club d'Escaldes).

## Participantes
|  | Inter Club d'Escaldes   |  |  | Campeón de la Primera División de Andorra (2024-25)    |
|  | Atlètic Club d'Escaldes |  |  | Subcampeón de la Primera División de Andorra (2024-25) |

## Final
| 2025, 20:30 | Inter Club d'Escaldes |  | Atlètic Club d'Escaldes |             |  |
|             |                       |  |                         | Árbitro(s): |  |

### Campeón
| Campeón Supercopa de Andorra 2025 |
| --------------------------------- |
| TBD ?° título                     |